# Eparchie Košice

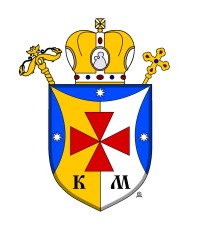
Wappen der Eparchie Košice

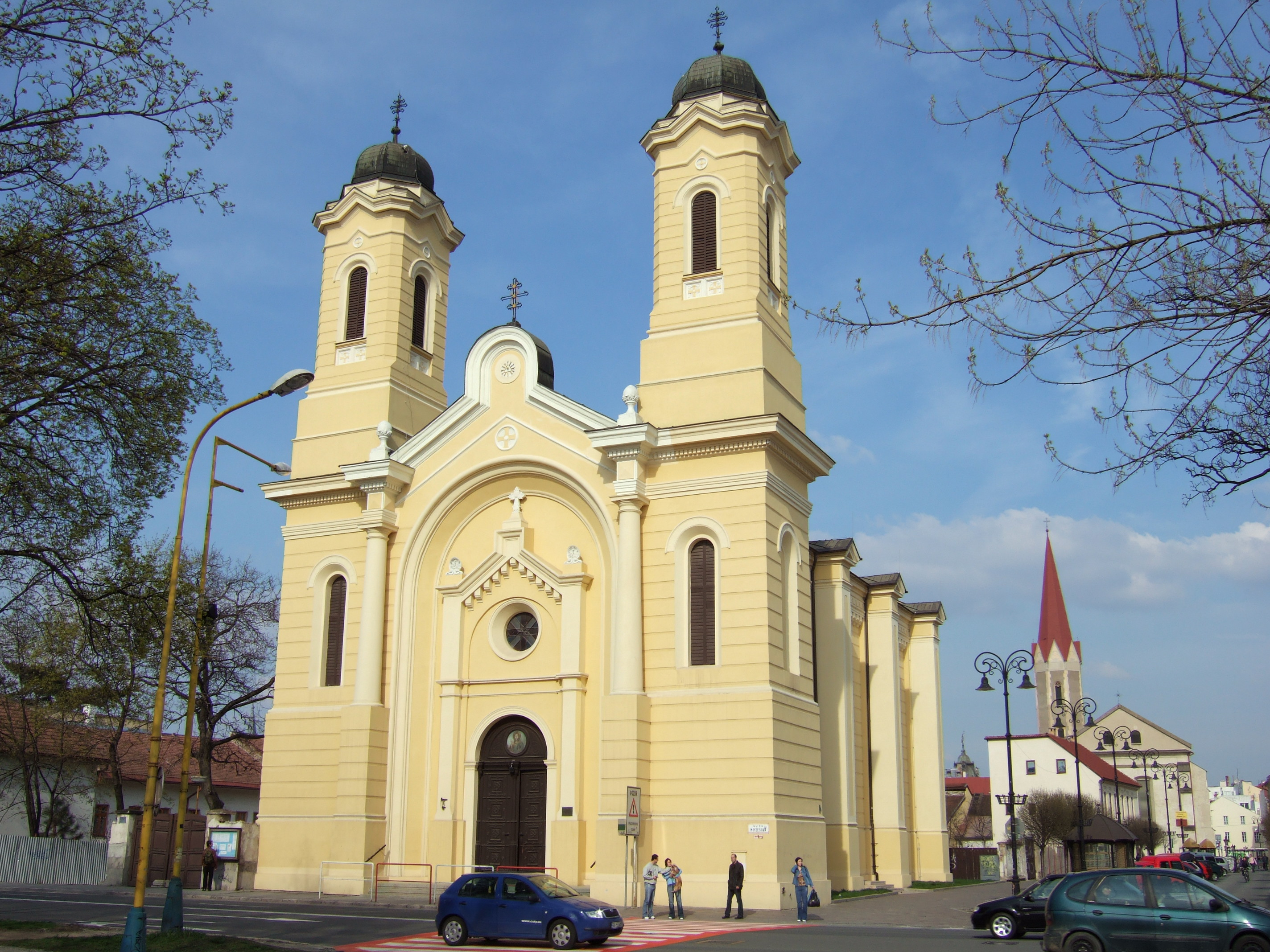
Griechisch-katholische Kathedrale – Kirche Geburt der Muttergottes – Košice

Die Eparchie Košice (lateinisch Eparchia Kosicensis) ist eine mit der römisch-katholischen Kirche unierte griechisch-katholische Eparchie, die der Erzeparchie Prešov als Suffragandiözese unterstellt ist.

## Geschichte
Das Exarchat von Košice wurde am 27. Januar 1997 durch Papst Johannes Paul II. mit der Apostolischen Konstitution Ecclesiales communitates errichtet. Es befindet sich auf dem Gebiet der südöstlichen Slowakei und ist deckungsgleich mit dem politischen Bezirk Košický kraj. Zuvor war es Teil der griechisch-katholischen Eparchie Prešov.
Am 30. Januar 2008 wurde das bisherige Apostolische Exarchat Košice durch Papst Benedikt XVI. zur Eparchie erhoben. Erster Bischof der Eparchie wurde der vorherige Exarch Milan Chautur. Am 20. Januar 2020 stellte ihm Papst Franziskus Erzbischof Cyril Vasil' als Apostolischen Administrator zur Seite. Dieser folgte Chautur im Juni 2021 als Bischof von Košice nach.